# Institut Mental de la Santa Creu
L'Institut Mental de la Santa Creu és un antic hospital psiquiàtric de Barcelona, catalogat com a bé amb elements d'interès (categoria C). Actualment, només en resten tres pavellons, ocupats per la seu del districte i la biblioteca de Nou Barris, i l'església, dedicada a Sant Rafael.

## Història i descripció
Depenia de l'Hospital de la Santa Creu, que va comprar una part de la finca Can Carreras, i es trobava a prop de la masia de Ca n'Amell Gran, que encara avui dia està dempeus i serveix de local d'associacions del barri de la Guineueta. Fou dissenyat per l'arquitecte Josep Oriol i Bernadet a partir del projecte del doctor Emili Pi i Molist, un dels pioners en el tractament de les malalties mentals a Espanya, que concebia l'hospital com una institució d'avantguarda, un espai en el qual els malalts, aïllats del medi, rebrien bones impressions de l'ambient que els afavoririen la seva recuperació. Per això, calia situar l'hospital en un lloc ben ventilat, proveït d'aigua i ben lluny dels nuclis urbans, però alhora ben comunicat. En aquell moment es va optar per una zona agrícola entre el Horta i Sant Andreu de Palomar, dins la parròquia de Santa Eulàlia de Vilapicina. Tot i que el projecte era enllestit a finals dels anys 1850, per diversos problemes la primera pedra no va posar fins al 1885, i la primera inauguració va ser el 1889. Les obres continuaran durant uns anys més, fins al 1915.

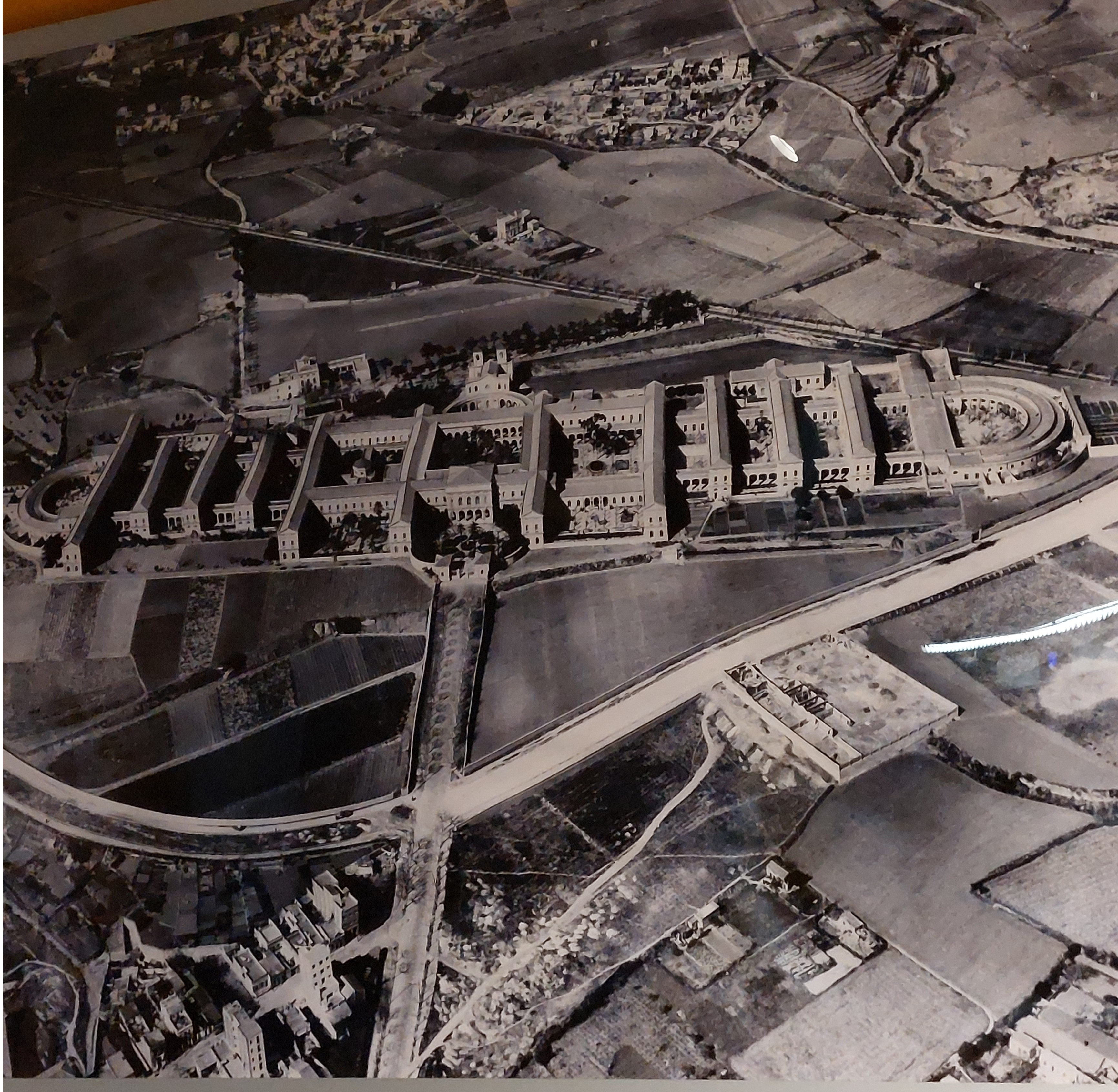
Institut Mental de la Santa Creu. Al fons, els nuclis de la Guineueta i Verdum

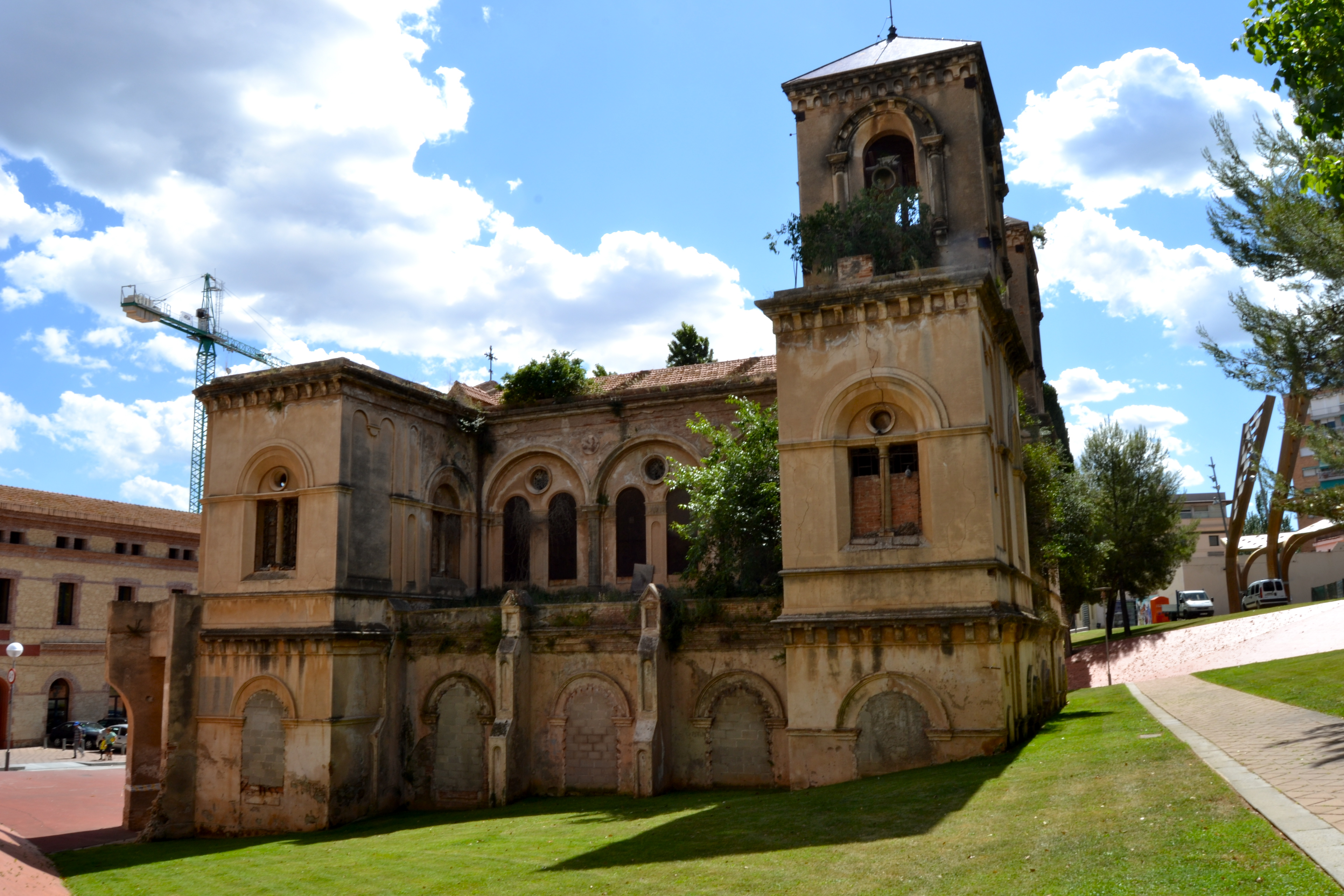
Antiga església de Sant Rafael

Originalment, estava format per dotze pavellons aïllats disposats perpendicularment, amb dues crugies paral·leles i que tenien a ambdós extrems uns hemicicles per al tractament dels malalts amb més dificultats. En total, tenia una capacitat per a 800 usuaris. Al voltant d'un mòdul central s'articulaven les dues ales, que albergaven un departament general per a cada sexe. En aquest immens edifici, residien persones que hi havien viscut gran part de la seva vida, persones amb problemes greus de personalitat, la malaltia de les quals feia difícil la seva convivència amb la família, persones aleshores mal diagnosticades perquè no es disposaven dels mitjans adequats per facilitar-ne la rehabilitació social, éssers infeliços, solitaris, supermedicats, a qui moltes vegades se'ls havien practicat electroxocs com a mètode més conegut per a tranquil·litzar-los. També disposava d'infermeries, sales de reunions, grans menjadors, sales de treball, biblioteca i banys, i hi havia espais dedicats a l'esbarjo dels interns, com una sala de billar, de música, teatre i grans patis i jardins. Els malalts ingressats eren de famílies de classe mitjana i benestant, per tal com el centre era privat i hi havia tres pensionats: de primera, de segona i de tercera classe. El personal sanitari no era escàs, en comparació amb altres centres.
A començament de la dècada del 1970, l'Hospital de la Santa Creu es va vendre el patrimoni rústic i una ala sencera de la institució. Aleshores, la previsió d'enderrocar aquesta part va coincidir amb la crisi i el conflicte de l'Hospital Psiquiàtric d'Oviedo i amb el de les clíniques psiquiàtriques de l'Hospital Provincial de Madrid. Els metges i alguns ATS del Mental es van tancar en solidaritat amb els seus col·legues de Madrid i Oviedo. Durant el tancament, van prendre consciència del procés de destrucció a què es veia abocada la institució i van preparar una alternativa a l'enderrocament. Després de diverses negociacions, van aconseguir ser escoltats per l'Administració, que va donar allargs a l'enderrocament definitiu i va acceptar la contractació de més personal.
El 30 de setembre del 1987, després d'un segle d'existència, l'Institut Mental va tancar les portes. En aquell moment, amb l'evolució del concepte i tractament de la salut mental, els malalts considerats més lleus van ser enviats a casa seva i se'ls feia seguiment mèdic des d'un centre de dia que es va instal·lar en el mateix lloc on havia estat l'hospital. Els que no tenien família que se'n fes càrrec va ser enviats a pisos d'acollida on s'ajuntaven 4 o 6 persones amb un/a tutor/a. Molts d'ells, els que havien viscut en el centre gran part de la seva vida, en treure'ls del seu hàbitat i ser traslladats al Frenopàtic o a Sant Boi, van morir. Els diaris de l'època se'n van fer ressò, de tot plegat.